# Almost Home (Evergreen Terrace)
Almost Home è il quinto album del gruppo melodic hardcore/metalcore statunitense Evergreen Terrace. L'album è stato pubblicato il 29 settembre 2009 attraverso l'etichetta Metal Blade Records.

## Tracce
1. Enemy Sex – 3:31
2. Almost Home (III) – 3:49
3. God Rocky, Is This Your Face? – 2:46 – feat. Tim Lambesis
4. We're Always Losing Blood – 4:01
5. Sending Signals – 4:29
6. Mario Speedwagon – 2:29
7. Failure to Operate – 3:11
8. Hopelessly Hopeless – 4:12
9. The Letdown – 1:46
10. I'm a Bulletproof Tiger – 3:16
11. Not Good Enough – 3:44

## Riferimenti culturali
- God Rocky, Is This Your Face? è una citazione tratta dalla serie animata I Griffin.
- Il titolo Mario Speedwagon è un riferimento al gruppo rock REO Speedwagon.
- I'm a Bulletproof Tiger è una citazione della serie televisiva americana Eastbound & Down.

## Formazione
- Andrew Carey - voce
- Josh James - chitarra e seconda voce in scream
- Craig Chaney - chitarra e voce pulita
- Kyle "Butters" Mims - batteria
- Stan Martell - basso e chitarra in Sending Signals e Almost Home (III)
- Tim Lambesis - voce in God Rocky, Is This Your Face?